# Miss Korea

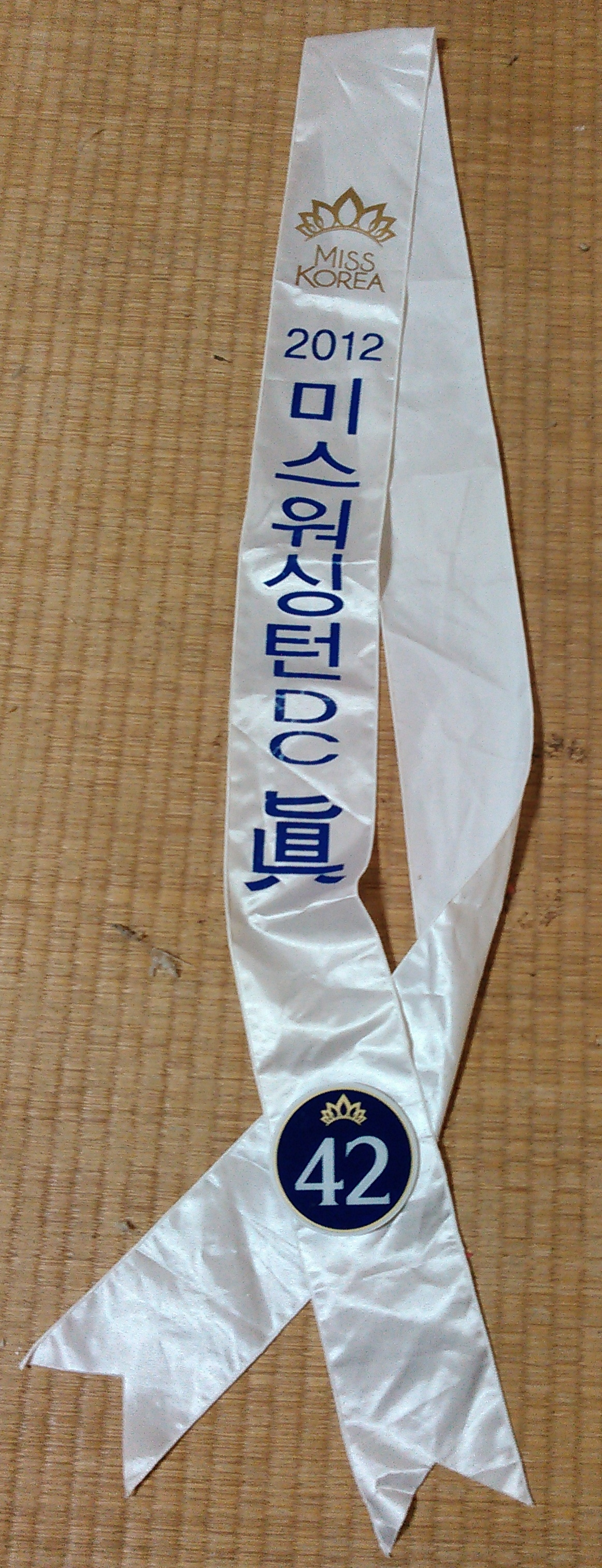
2012 kisasszony Korea Washington DC Nagydíj győztese a szárny

A Miss Korea (koreaiul: 미스코리아) egy évenkénti megrendezésű szépségverseny Dél-Koreában, 1957-ben alapították. A verseny győztese a Miss Universe, a helyezettek a Miss Earth és a Miss International versenyeken vesznek részt. Korábban ez a verseny adott jelöltet a Miss World versenyre is, de 2011-ben új versenyt, a Miss World Koreát szervezték meg ezzel a céllal.
Korea legjobb eredménye egy második hely a Miss Universe és a Miss World versenyen 1988-ban, és szintén második hely a Miss International versenyen 2000-ben és 2009-ben.

## Története
Az első Miss Korea versenyt 1957-ben rendezték meg, szponzora a HanKook Daily News újság volt. Minden évben körülbelül 50 nő versenyez a címért, akik közül a zsűri 7 továbbjutót választ ki. A győztes a Miss Universe, a 2. helyezett a Miss International, míg a 3. helyezett a Miss Earth versenyre utazik. 2010-ig ez a verseny küldött jelöltet a Miss World versenyre is, de 2011. március 16-án új, külön versenyt alapítottak Miss World Korea néven, aminek a győztese fogja képviselni Dél-Koreát a világversenyen.

## Miss Universe versenyzők
A Miss Korea győztese vesz részt a világversenyen.
| Év   | Győztes          | Helyezés     |
| ---- | ---------------- | ------------ |
| 1954 | Kae Sun-hae      |              |
| 1955 | Kim Mee-jong     |              |
| 1956 | Dong Kim-mom     |              |
| 1957 | Park Hyun-ok     |              |
| 1958 | Oh Geum-sun      |              |
| 1959 | Oh Hyun-ju       | középdöntős  |
| 1960 | Son Mi-hee-ja    | középdöntős  |
| 1961 | Seo Yang-hee     | középdöntős  |
| 1962 | Seo Bun-ju       | középdöntős  |
| 1963 | Kim Myoung-ja    | 5. helyezett |
| 1964 | Shin Jung-hyun   |              |
| 1965 | Kim Eun-ji       |              |
| 1966 | Yoon Gui-young   |              |
| 1967 | Hong Joung-ae    |              |
| 1968 | Kim Yoon-jung    |              |
| 1969 | Lim Hyun-jung    |              |
| 1970 | Yoo Young-ae     |              |
| 1971 | Noh Mi-ae        |              |
| 1972 | Park Yeon-joo    |              |
| 1973 | Kim Young-ju     |              |
| 1974 | Kim Jae-kyu      |              |
| 1975 | Seo Young-ok     |              |
| 1976 | Chung Kwang-Hyun |              |
| 1977 | Kim Sung-hee     |              |
| 1978 | Son Jung-eun     |              |
| 1979 | Seo Jae-hwa      |              |
| 1980 | Kim Eun-jung     | Top 12       |
| 1981 | Lee Eun-jung     |              |
| 1982 | Park Sun-hee     |              |
| 1983 | Kim Jong-Jung    |              |
| 1984 | Lim Mi-sook      |              |
| 1985 | Choi Young-ok    |              |
| 1986 | Bae Young-ran    |              |
| 1987 | Kim Ji-eun       |              |
| 1988 | Jang Yoon-jeong  | 2. helyezett |
| 1989 | Kim Sung-young   |              |
| 1990 | Oh Hyun-kyoung   |              |
| 1991 | Seo Jung-min     |              |
| 1992 | Lee Young-hyun   |              |
| 1993 | Yoo Ha-young     |              |
| 1994 | Gong Sun-young   |              |
| 1995 | Han Sung-ju      |              |
| 1996 | Kim Yun-jung     |              |
| 1997 | Lee Eun-hee      |              |
| 1998 | Kim Ji-yeon      |              |
| 1999 | Choi Ji-hyun     |              |
| 2000 | Kim Young-ju     |              |
| 2001 | Kim Szarang      |              |
| 2002 | Kim Min-Kyoung   |              |
| 2003 | Geum Na-na       |              |
| 2004 | Choi Yun-yong    |              |
| 2005 | Kim So-young     |              |
| 2006 | Kim Ju-hee       |              |
| 2007 | Lee Ha-nui       | 4. helyezett |
| 2008 | Lee Ji-sun       |              |
| 2009 | Ree Na           |              |
| 2010 | Kim Joo-ri       |              |
| 2011 | Jung So-ra       |              |
| 2012 | Lee Seong-hye    |              |

## Miss International versenyzők
Korea már a verseny első évében, 1960-ban küldött jelöltet a Miss International versenyre, majd ismét 1968-ban. Több évtizedes szünet után 2000-ben vett részt az ország újra a rendezvényen.
| Év   | Győztes         | Helyezés     |
| ---- | --------------- | ------------ |
| 1960 | Kim Jung-ja     |              |
| 1968 | Hee Ja-kim      | Top 15       |
| 2000 | Son Tae-young   | 2. helyezett |
| 2001 | Baek Myoung-hee | középdöntős  |
| 2002 | Gi Yun-ju       | Top 12       |
| 2003 | Shin Ji-Su      | Top 12       |
| 2004 | Kim In-ha       | Top 15       |
| 2005 | Lee Kyoung-eun  |              |
| 2006 | Jang Yun-seo    | 3. helyezett |
| 2007 | Park Ka-on      | Top 15       |
| 2008 | Kim Min-jeong   |              |
| 2009 | Seo Eun-mi      | 2. helyezett |
| 2010 | Ko Hyeon-yeong  | Top 15       |

## Miss Earth versenyzők
Korea először 2002-ben vett részt a versenyen.
| Év   | Győztes       | Helyezés |
| ---- | ------------- | -------- |
| 2002 | Lee Jin-ah    |          |
| 2003 | Oh Yoo-mi     |          |
| 2004 | Cho Hye-jin   |          |
| 2005 | Yoo Hye-mi    | Top 16   |
| 2006 | Park Hee-jung |          |
| 2007 | Yoo Ji-eun    |          |
| 2008 | Seo Seol-hee  | Top 16   |
| 2009 | Park Ye-ju    | Top 16   |
| 2010 | Lee Gui-joo   |          |

## Miss World Korea
1959 volt az első év, amikor Korea versenyzőt küldött a Miss Worldre. 2011 óta külön versenyen, a Miss World Koreán választják ki az ország jelöltjét.
| Év   | Győztes          | Helyezés        |
| ---- | ---------------- | --------------- |
| 1959 | Seo Jung-ae      |                 |
| 1960 | Lee Young-hee    | középdöntős     |
| 1961 | Hyun Chang-ae    |                 |
| 1962 | Chung Tae-ja     |                 |
| 1963 | Choi Keum-shil   | középdöntős     |
| 1964 | Yoon Mi-hee      |                 |
| 1965 | Lee Eun-ah       | középdöntős     |
| 1966 | Chung Eul-sun    |                 |
| 1967 | Chung Young-hwa  |                 |
| 1968 | Lee Ji-eun       |                 |
| 1969 | Kim Seung-hee    |                 |
| 1970 | Lee Jung-hee     |                 |
| 1971 | Lee Young-eun    |                 |
| 1972 | Chung Keum-ok    | nem versenyzett |
| 1973 | An Soon-young    |                 |
| 1974 | Shim Kyoung-sook |                 |
| 1975 | Lee Sung-hee     |                 |
| 1976 | Shim Byoung-sook |                 |
| 1977 | Kim Soon-ae      |                 |
| 1978 | Je Eun-jin       |                 |
| 1979 | Hong Yeo-jin     |                 |
| 1980 | Chang Sun-ja     |                 |
| 1981 | Lee Han-na       |                 |
| 1982 | Choi Sung-yoon   |                 |
| 1983 | Seo Min-sook     |                 |
| 1984 | Lee Joo-hee      |                 |
| 1985 | Park Eun-kyoung  |                 |
| 1986 | An Jung-mi       |                 |
| 1987 | Chung Myoung-sun |                 |
| 1988 | Choi Yeon-hee    | 2. helyezett    |
| 1989 | Kim Hye-ree      |                 |
| 1990 | Ko Hyeon-jeong   |                 |
| 1991 | Kim Tae-hwa      |                 |
| 1992 | Lee Mi-young     |                 |
| 1993 | Lee Seung-yeon   | középdöntős     |
| 1994 | Chae Yeon-hee    |                 |
| 1995 | Choi Yoon-young  | középdöntős     |
| 1996 | Seol Soo-jin     |                 |
| 1997 | Kim Jin-ah       |                 |
| 1998 | Kim Kun-woo      |                 |
| 1999 | Han Na-na        |                 |
| 2000 | Shin Jung-sun    |                 |
| 2001 | Seo Hyun-jin     |                 |
| 2002 | Chang Yoo-kyoung | visszalépett    |
| 2003 | Park Ji-yea      |                 |
| 2004 | Han Kyoung-jin   |                 |
| 2005 | Oh Eun-young     | Top 6           |
| 2006 | Sharon Park      |                 |
| 2007 | Cho Eun-ju       |                 |
| 2008 | Choi Bo-in       |                 |
| 2009 | Kim Joo-ri       | Top 16          |
| 2010 | Kim Hye-young    |                 |
| 2011 | Do Hyeong-Min    |                 |

## Fordítás
Ez a szócikk részben vagy egészben  a   Miss Korea című angol Wikipédia-szócikk ezen változatának fordításán alapul.  Az eredeti cikk szerkesztőit annak laptörténete sorolja fel. Ez a jelzés csupán a megfogalmazás eredetét és a szerzői jogokat jelzi, nem szolgál a cikkben szereplő információk forrásmegjelöléseként.